# Pluk van de Petteflet (film)
Pluk van de Petteflet is een Nederlandse film uit 2004 van Ben Sombogaart en Pieter van Rijn. De film is gebaseerd op het gelijknamige jeugdboek uit 1971 van Annie M.G. Schmidt.
De film won een Gouden Film in 2004 en een Platina Film in 2005.

## Verhaal
Pluk  is een jongetje van ongeveer tien jaar oud en hij is op zoek naar een huisje. Dollie de Duif wijst hem het torenkamertje boven op de Petteflet. Daar mag Pluk vast wel wonen, het staat toch leeg.
Pluk ontmoet allerlei bewoners van de Petteflet. Zoals Zaza, de kakkerlak, de familie Stamper en ook Aagje, het lieve, keurige dochtertje van mevrouw Helderder, wat nooit buiten mag spelen. Maar Pluk ziet dat de parkarchitect van plan is om van de groene Torteltuin achter de Petteflet een betonnen tegelplein te maken. Dat wil Pluk helemaal niet. Er wonen veel dieren (met wie Pluk bevriend is) en hij kan er ook altijd lekker spelen met de Stampertjes. Daarom redt Pluk samen met zijn vrienden de Torteltuin.

## Rolverdeling
| Personage                                     | Acteur/actrice        |
| --------------------------------------------- | --------------------- |
| Pluk                                          | Janieck van de Polder |
| Aagje                                         | Suzanne Zuiderwijk    |
| Meneer Pen & Kluizelaar                       | Arjan Ederveen        |
| Vader Stamper                                 | Jack Wouterse         |
| Stamper 1                                     | Yeshela Crommelin     |
| Stamper 2                                     | Colin Tetteroo        |
| Stamper 3                                     | Luka Schäfer          |
| Stamper 4                                     | Siebe Schoneveld      |
| Stamper 5                                     | Tobias Schoneveld     |
| Stamper 6                                     | Willem Smit           |
| Majoor                                        | Erik van Muiswinkel   |
| Portier                                       | Chris Bolczek         |
| Parkarchitect                                 | Paul Hoes             |
| Burgemeester                                  | Erica Terpstra        |
| Dokter                                        | Stefan de Walle       |
| Mevrouw Helderder                             | Hanneke Riemer        |
| Dollie (stem)                                 | Martine Sandifort     |
| Karel (stem)                                  | John Buijsman         |
| Zaza (stem)                                   | Owen Schumacher       |
| Heen-en-Weerwolf (stem)                       | Frits Lambrechts      |
| Paard Langhors & Bij (stem)                   | Karin Bloemen         |
| Schuw konijn (stem)                           | Dolf Jansen           |
| Lispeltuut (stem)                             | Marc-Marie Huijbregts |
| Krullevaar, Duizeltje, Moeder Eekhoorn (stem) | Kim van Zeben         |

- Stef de Reuver en Renee Menschaar  verzorgden als poppenspelers de bewegingen van diverse personages.

## Liedjes
| Nr. | Titel                               |
| --- | ----------------------------------- |
| 1   | Pluk van de Petteflet (Beginliedje) |
| 2   | Een plek voor Pluk (I)              |
| 3   | Een noodgeval                       |
| 4   | Mevrouw Helderder                   |
| 5   | De Hasselbraam                      |
| 6   | Je bent een vogeltje                |
| 7   | Een plek voor Pluk (II)             |